# 藝文印書館
藝文印書館於1952年由嚴一萍於台北成立，由其老師董作賓擔任發行人，張木舟任董事長，嚴一萍自任經理及編輯。1954年選入第一部書為高郵王氏（王念孫、王引之父子）所藏的南昌府學本附阮元校勘記的《十三經注疏》。
1956年美國亞洲協會副代表舒威廉曾主動印製英文廣告向世界各地推介藝文，1962年日本考古學家梅原末治和出版商大島五郎都協助藝文書籍在日本銷售。書籍銷售比例，日本佔50%、歐美佔30%、台灣15%、香港近5%，東京、大阪、舊金山有代理商及分店。
1958年之後藝文曾出版大型套書，國學方面有《四庫善本叢書初編》、《續編》、《文淵閣四庫全書》。1964至1969年間，印製嚴靈峰提供底本的《無求備齋老子集成初編》、《續編》，以及《百部叢書集成初編》、《續編》、《三編》。史學方面有西清《黑龍江外記》等清人著作、嚴耕望所編《石刻史料叢書》甲、乙編。宗教方面有《正統道藏》、《禪宗集成》。

## 外部連結
- 藝文印書館